# Prinses Marielaan 8 (Baarn)
De Fontein is een gemeentelijk monument aan de Prinses Marielaan 8 in het Rijksbeschermd gezicht Baarn - Prins Hendrikpark e.o. in Baarn in de provincie Utrecht.
Het huis werd rond 1890 gebouwd en had toen een gevel van drie delen breed. Aan weerszijden van de gang achter de voordeur lagen kamers. De dienstvertrekken waren aan de achterzijde, die in 1918 werd uitgebreid. In dat jaar werd ook aan de rechterzijde een stuk bijgebouwd. Ook de achterzijde werd uitgebreid. De sluitstenen zijn voorzien van een diamantkop